# Jaime Pizarro
Pour les articles homonymes, voir Pizarro.
Jaime Augusto Pizarro Herrera est un footballeur chilien, reconverti en entraîneur, né le 2 mars 1964 dans la capitale Santiago. Depuis le 10 mars 2023, il est ministre des Sports dans le gouvernement de Gabriel Boric.

## Biographie

### En club
De 1987 à 1993, il fut 53 fois sélectionné en équipe nationale. Il a passé l'essentiel de sa carrière dans le club de Colo Colo. 
Au total, il a remporté sept Championnats du Chili et cinq Coupes du Chili. Avec Coco Colo, il a remporté la prestigieuse Copa Libertadores en 1991, de même que la Copa Interamericana et la Recopa Sudamericana en 1992.

## Vie privée
Jaime Pizarro est le père de Vicente Pizarro, lui aussi footballeur international chilien.